# Besòs (rivier)
De rivier Besòs stroomt door Catalonië, Spanje. Deze rivier heet Besòs daar waar de zijrivieren Mogent en Congost bij elkaar komen. De rivier mondt uit in de Middellandse Zee. Het volledige afvoergebied betreft onder andere de volgende steden: Aiguafreda, La Garriga, Les Franqueses, Canovelles, Granollers, Montmeló, Mollet del Vallès, Montcada i Reixac, Santa Coloma de Gramenet, Barcelona en Sant Adrià de Besòs. De afvoer van deze rivier is typisch mediterraan dus erg onregelmatig gedurende het jaar.

## Zijrivieren
Deze rivier heeft vijf belangrijke zijrivieren:
- Mogent
- Congost
- Tenes
- Riera de Caldes stroom
- Ripoll

## Geschiedenis
Onbevaarbaar maar desondanks een verbinding tussen de Catalaanse kust en het binnenland. Het water werd ook gebruikt voor de irrigatie van de Barcelona plain. Voor dit doel werd rond de tiende eeuw een kanaal aangelegd, het kanaal Rec Comtal.
Doordat het door een zeer geïndustrialiseerd gebied (Metropool Barcelona) stroomt had deze rivier, gedurende de jaren 70 en 80 de twijfelachtige eer van meest vervuilde rivier van Europa. Sinds midden jaren 80 is de rivier grondig schoongemaakt. Het Fòrum Universal de les Cultures, dat in Barcelona gehouden werd in 2004, stond toe, dat er een recreatiegebied werd gecreëerd tussen de steden Barcelona, Santa Coloma de Gramenet en Sant Adrià del Besòs genaamd Parc Fluvial del Besòs.

## Foto's

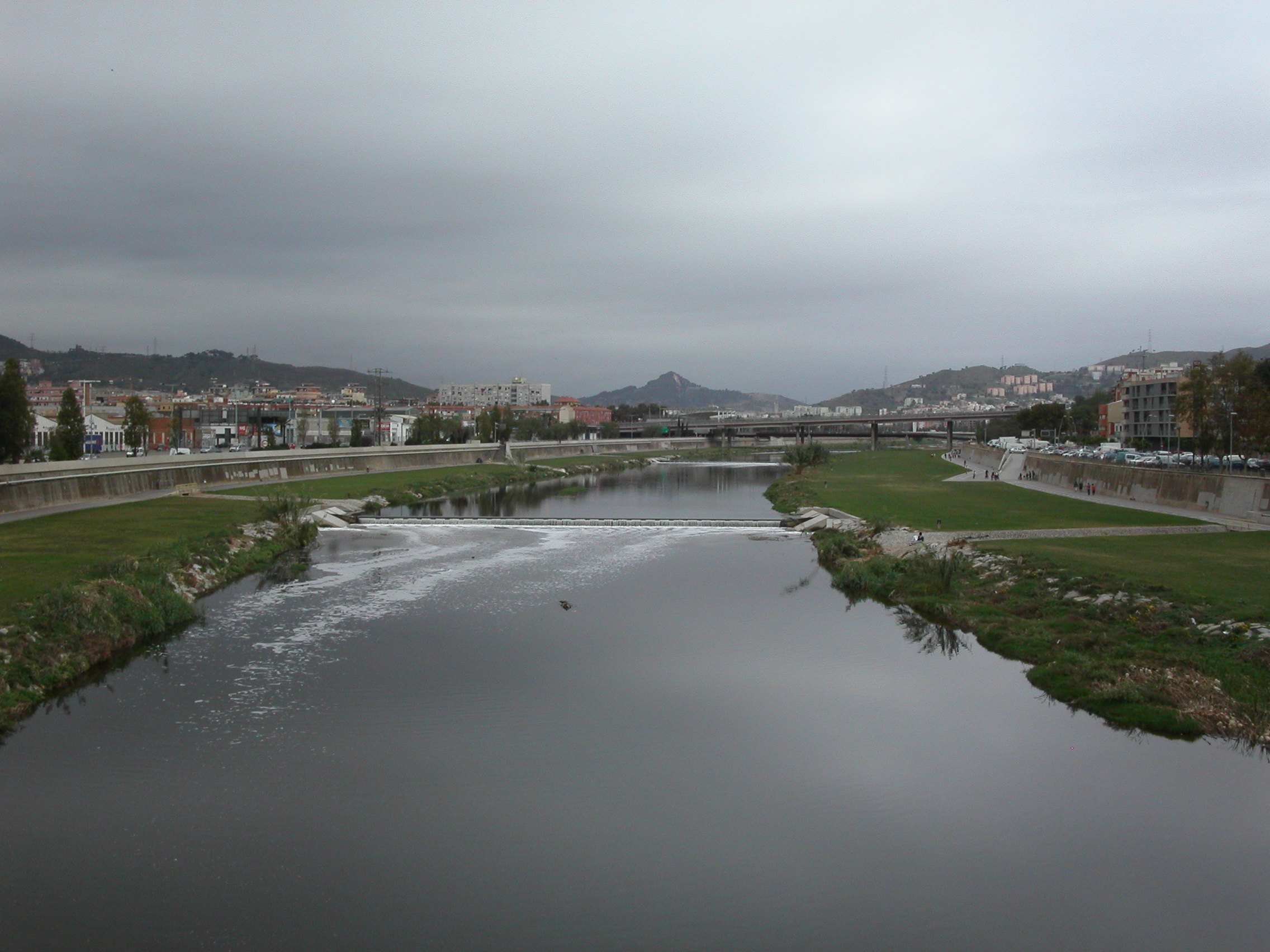
Uitzicht vanuit Sant Adrià de Besos richting de bergen.
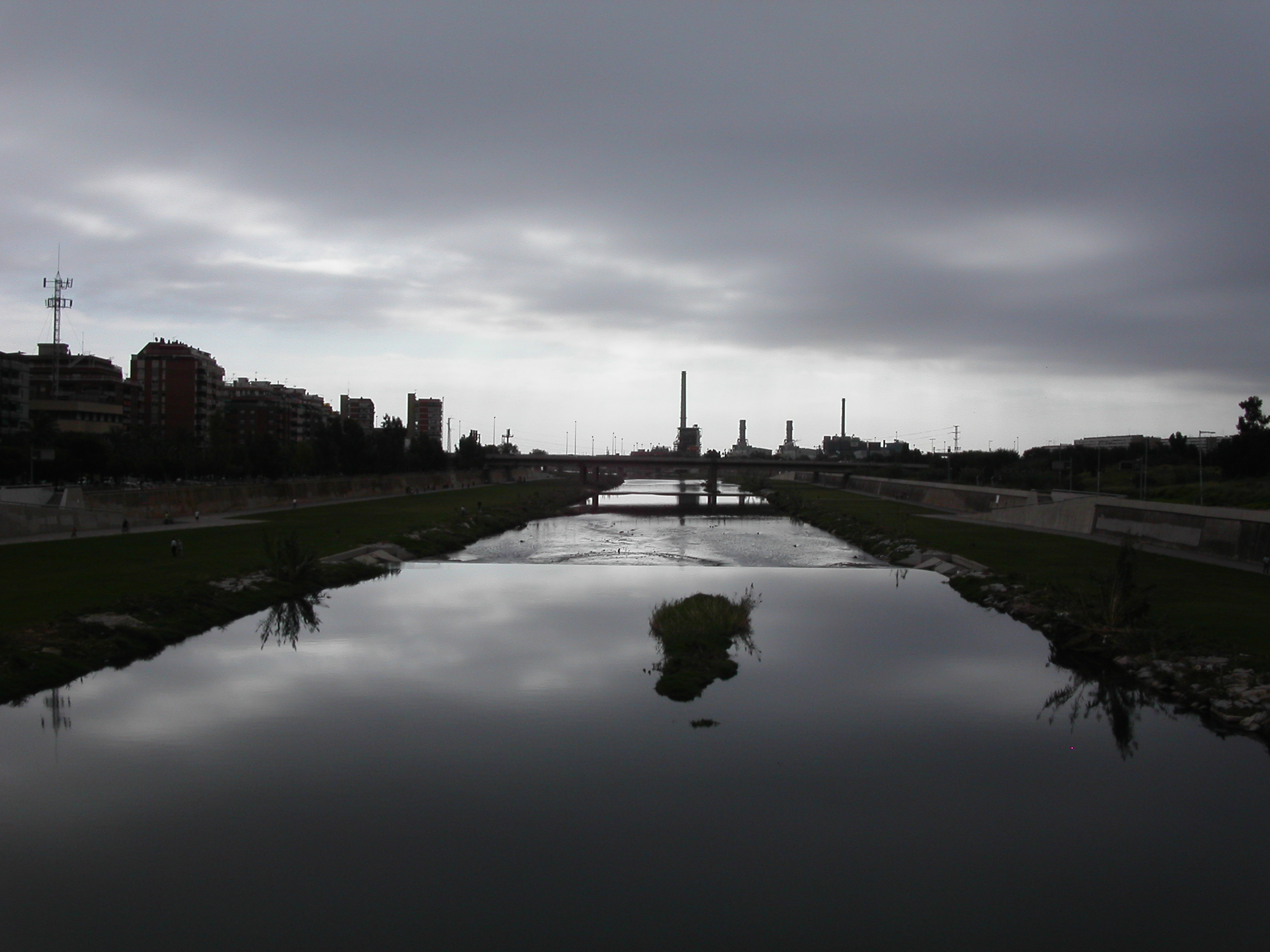
Uitzicht vanuit Sant Adrià de Besos richting de zee.
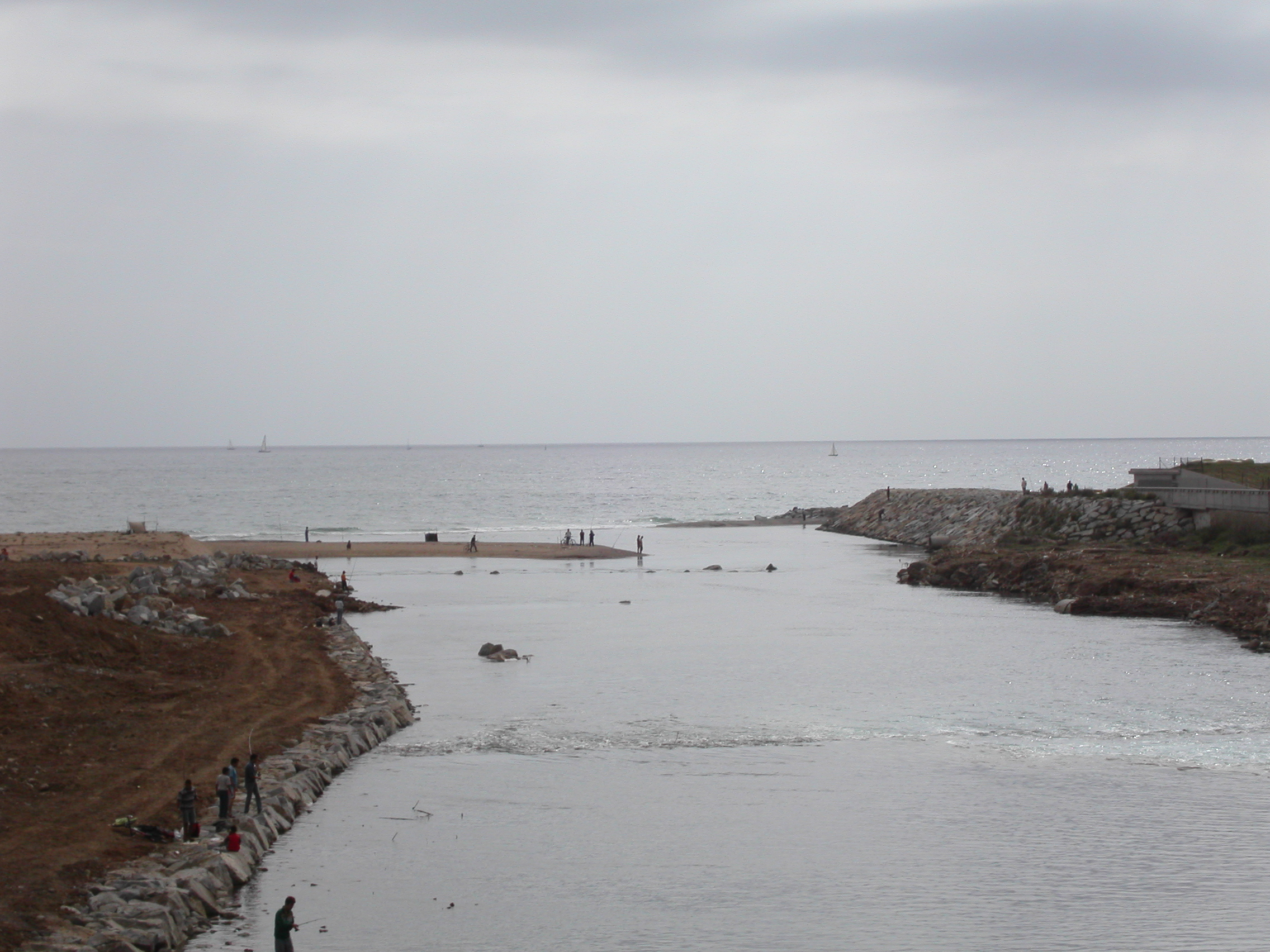
De monding.

- Virtual International Authority File: 316429682